# Azərbaycan Dəmir Yolları
Azərbaycan Dəmir Yolları eller forkortet ADY (dansk: Aserbajdsjanske jernbaner) er Aserbajdsjans statslige jernbaneselskab med ansvar for al jernbanetransport mellem byer, passagerer og godstransport i Aserbajdsjan. Det blev grundlagt i 1991 som en af de sovjetiske jernbaners efterfølgere efter opløsningen af Sovjetunionen og Aserbajdsjans uafhængighed samme år. De driver et jernbanenet på 2.932 km, hvoraf 1.272 km (43%) er elektrificeret, 2.117 km (72%) er enkeltsporet, 815 km (28%) er dobbeltsporet og der er 176 stationer. Alle dens linjer er i den russiske sporvidde (1.520 mm), som er en arv fra tsartiden og sovjettiden. Det har hovedkvarter i Baku.